# Astralwerks
Astralwerks je americké hudební vydavatelství založené v roce 1993. Zaměřuje se hlavně na techno a electronica hudbu. Mezi nejznámější interprety, kteří u vydavatelství vydávali nebo vydávají svá alba patří deadmau5, Mat Zo, Porter Robinson, Empire of the Sun nebo americká zpěvačka Halsey.